# Харківська вулиця (Труханів острів)
Ха́рківська ву́лиця — зникла вулиця міста Києва, що існувала в робітничому селищі на Трухановому острові. Пролягала від Остерської вулиці до кінця забудови (у вигляді дороги доходила до Дніпра).
Прилучалися Київська, Звенигородська, Чернігівська, Труханівська, Уманська вулиці.

## Історія
Виникла під такою ж назвою 1907 року під час розпланування селища на Трухановому острові. Восени 1943 року при відступі з Києва німецькі окупанти спалили селище на острові, тоді ж припинила існування вся вулична мережа включно із Харківською вулицею.